# Кирда (башенный комплекс)
Кирда (чечен. Кӏирда, Кӏирда-бӏаьвнаш) — башенный комплекс в Галанчожском районе Чеченской Республики.

## Название
Название чеченских боевых и жилых башен происходит от имени своих владельцев (или строителей) и по их назначению. В научной литературе существует несколько версий происхождения и этимологии ойконима Кирда-бавнаш. Название сложилось из двух слов: «кIирда» и «бIавнаш». Второе слово в чеченском языке означает «башни». Первое слово часть исследователей связывают с названием недели — «кIира». Исследователь Р. Витаев считает данную версию неверной. По его данным, ойконим произошел от чеченской меры веса гирда, равной 12 кг, и первоначально название башенного комплекса было «Гирда бIовнаш», которое со временем и утратой некоторых своих функций трансформировалось в КIирда-бIавнаш.
В преданиях Кирда-бавнаш фигурирует как место, где бралась гирда — пошлина за проезд. По данным Н. Г. Волковой, один из маршрутов русских посольских делегаций XVI-XVII веков в Грузию и обратно проходил по территории Терлоевского общества (Тарловы кабаки). В архивных источниках сохранились сведения участников этих посольств о том, что им пришлось платить за проезд. Так, проходивший через горы Чечни в 1665 году грузинский царевич Николай Давидович в челобитной царю Алексею Михайловичу сообщает, «что они через свои владенья даром меня, холопа твоего, не пропустят, и просили у меня живота моего на 12 тюменей».

## Описание
Находится в самом начале Терлойского ущелья. Включает в себя три боевые башни и склеповые могильники, построенные на гребне скалистого утеса левого берега реки Чанты-Аргун в месте слияния её с рекой Бара (Кенохой-ахк). С этих башен начинается древняя историческая область Чечни Терлой-мохк.
Верхняя из трёх боевых башен имела уникальную конструктивную специфику — на её нижний этаж вёл стрельчатый входной проём, что дало повод археологам предполагать использование первого этажа башни в качестве святилища. Это помещение было до четырёх метров высотой и перекрыто двухсторонним ложным сводом, над которым были надстроены четыре этажа без перекрытий. Другие башни комплекса также имели высоту не менее четырёх этажей.
В разное время исследования башенных комплексов в этом районе проводили ведущие археологи СССР: И. П. Щеблыкин, T. П. Семёнов, А. Ф. Гольдштейн, В. И. Марковин Е. И. Крупнов В. Б. Виноградов С. Ц. Умаров и др..
Башенный комплекс сильно пострадал в 1990—2000 годы. К настоящему времени от него сохранились лишь развалины одной из башен. Комплекс хорошо виден с автодороги Итум-Кали — Цой-Педе.
На средней башне на камне у основания в 1910 году Иваненковым обнаружена надпись, которая считается, по мнению некоторых авторов, одной из ранних сохранившихся в Чеченской Республике эпиграфических памятников.